# Mattia Fantinati
Mattia Fantinati (Nogara, 12 aprile 1975) è un politico italiano.
È stato deputato alla Camera nella XVII e XVIII legislatura della Repubblica Italiana e sottosegretario di Stato alla Pubblica amministrazione dal 13 giugno 2018 al 5 settembre 2019 nel governo Conte I.

## Biografia
Nato a Nogara, è cresciuto a Verona, dove si è diplomato al Liceo Scientifico Statale "Angelo Messedaglia".
Nel 1999 si è laureato in Ingegneria gestionale all'Università degli Studi di Brescia, conseguendo successivamente una serie di specializzazioni di ambito economico in Italia e all'estero, presso SDA Bocconi School of Management, MMU (Manchester Metropolitan University) nel 2005, nel 2006 in Cina nell'Università di Pechino, poi alla LSE (London School of Economics and Political Science).
Le esperienze maturate all'interno di aziende e multinazionali italiane e straniere lo hanno portato a specializzarsi nel settore delle energie rinnovabili.
È stato consigliere dell'Ordine degli Ingegneri di Verona dal 2010 al 2014 e referente del Network Nazionale Giovani Ingegneri.

## Carriera politica
Alle elezioni politiche del 2013 viene eletto deputato della XVII legislatura della Repubblica Italiana nella circoscrizione VII Veneto 1 per il Movimento 5 Stelle. Nello stesso anno entra a far parte della X Commissione Industria, Commercio, Energia, Ricerca e Turismo. Da marzo 2014 fa parte della Commissione Parlamentare di inchiesta sui fenomeni della contraffazione, della pirateria in campo commerciale e del commercio abusivo.
Durante la XVII Legislatura ha presentato una legge con coperture per abolire l'IRAP alle micro imprese; propone inoltre emendamenti per la Legge finanziaria riguardo alla delocalizzazione delle imprese che hanno ricevuto i fondi pubblici e nel DL "Destinazione Italia" per la compensazione delle cartelle esattoriali a favore delle imprese titolari di crediti maturati nei confronti della pubblica amministrazione. Segue la tematica del turismo per il gruppo M5S e diviene referente per il programma nazionale.
Il 26 agosto 2015 è intervenuto al Meeting di Rimini di Comunione e Liberazione invitato dall'amico Raffaello Vignali. Era la prima volta nella storia che un esponente del Movimento 5 Stelle veniva invitato a salire sul palco dell'evento organizzato da Cl. Il discorso di Fantinati è stato molto severo e critico nei confronti del movimento cattolico, ma fu molto apprezzato da gran parte della società civile. In riferimento a questo intervento ha pubblicato, nel luglio 2018, il suo primo libro: "Onestà, Onestà, il M5S al meeting di comunione e liberazione".
Rieletto deputato nel plurinominale del Veneto, il 12 giugno 2018 diventa sottosegretario alla Pubblica Amministrazione nel Governo Conte I di 5 Stelle e Lega, con l'incarico di curare gli aspetti della digitalizzazione della Pubblica Amministrazione.
Durante il suo mandato è stato membro della Commissione Affari Esteri in cui tratta i temi della cybersecurity e dei rapporti di cooperazione digitale sui diritti umani; è stato inoltre membro del gruppo parlamentare sull'Intelligenza Artificiale all’OCSE e parlamentare esperto nel gruppo IPU delle tematiche digitali. È presidente dell'intergruppo parlamentare italiano della trasformazione digitale e dell’internet governance della XVIII Legislatura.
Durante il governo Conte II è stato nominato come consigliere nei rapporti internazionali del Ministero dell'Innovazione e Digitalizzazione della Pubblica Amministrazione. Per il Governo Italiano ha seguito le iniziative dell'Internet Governance Forum internazionale ed italiano e del HLPDC (High Level Panel of Digital Cooperation) alle Nazioni Unite.
È stato nominato dal Segretario Generale delle Nazioni Unite membro del MAG (Multistakeholder Advisory Group) che ha lo scopo di fornire consulenza al Segretario Generale sull'IGF.
A luglio 2020 viene eletto presidente di Internet Governance Forum (IGF) Italia.
Il 21 giugno 2022 segue la scissione di Luigi Di Maio dal Movimento 5 Stelle, a seguito dei contrasti tra lui e il presidente del M5S Giuseppe Conte, per aderire a Insieme per il futuro (Ipf). Conclude il proprio mandato parlamentare nell'ottobre 2022.